# Памятник Людовику XIV (Лион)
Па́мятник Людо́вику XIV — бронзовая конная статуя короля Людовика XIV работы скульптора Франсуа-Фредерика Лемо, установленная на каменном постаменте на площади Белькур в Лионе (Франция). Церемония открытия состоялась 6 ноября 1825 года.

## История
Площадь Белькур — главная парадная площадь Лиона, расположенная в историческом районе Прескиль. Её размер сегодня[когда?] составляет 62 000 м2. В 1658 году король Людовик XIV, будучи в Лионе, посетил только начинавшую застраиваться площадь. Позднее при выборе места для собственного памятника он указал на её центр.

### Первая статуя
Изготовление первого памятника было заказано Мартену Дежардену в 1688 году. 20 июля 1700 года в Париже памятник был передан городским властям Лиона. К 25 июля 1701 года его привезли в Лион, но установили лишь 28 декабря 1713 года. Монумент был воздвигнут на каменном постаменте в центре площади, окружён с трёх сторон деревьями и смотрел на север, где в то время проходила основная улица, соединявшая мосты через Рону и Сону.
Этот памятник простоял до 1793 года, когда его переплавили на революционные пушки. Лионцы выдвигали предложения по его спасению: предлагали водрузить на голову королю красный фригийский колпак, заменить голову Людовика на голову Брута или даже убрать короля и оставить только фигуру лошади — всё было тщетно, памятник был уничтожен. Сохранились лишь статуи аллегорий, после демонтажа хранившиеся в городской мэрии.

### Вторая статуя
В 1820 году, с реставрацей монархии, было объявлено о восстановлении памятника королю. Средства собирались среди жителей департамента по подписке. В 1825 году в Париже была отлита новая статуя, выполненная по проекту лионца Франсуа-Фредерика Лемо. Людовик XIV был изображён верхом «в римском стиле», то есть без седла и стремян.
Вес памятника — 15 тонн, высота — 5,7 метров. Его доставка водным путём из Парижа заняла 12 дней, баржу тянули 24 лошади. Изначально предлагалось не только изменить фигуру всадника, но и изменить положение всего монумента, сместив его в западную часть площади и повернув лицом на юг — однако памятник был вновь установлен в центре площади, на оси улиц Эмиля Золя и Виктора Гюго (современные названия). Его открытие состоялось 29 октября 1825 года. Годом позже с обеих сторон постамента были смонтированы аллегорические статуи Роны и Соны, сохранившиеся от первого памятника.

### Аллегории
У подножия памятника находятся две выполненные либо в 1714, либо в 1720 году аллегорические фигуры, изображающие две великих реки, на которых стоит Лион: слева находится Рона, выполненная скульптором Гийомом Кусту, справа — её приток Сона работы его старшего брата, Николя. Во времена Французской революции аллегории были демонтированы и спрятаны в городской мэрии — тем самым избежав судьбы первого памятника Людовику. Они вернулись на своё место в 1826 году, вскоре после установки второго монумента.

## Галерея

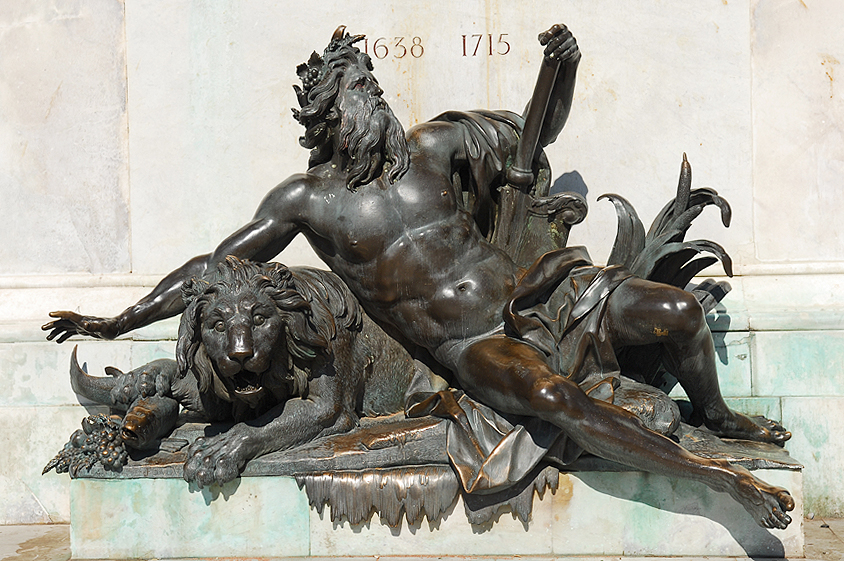
Аллегорическое изображение реки Рона, скульптор Гийом Кусту
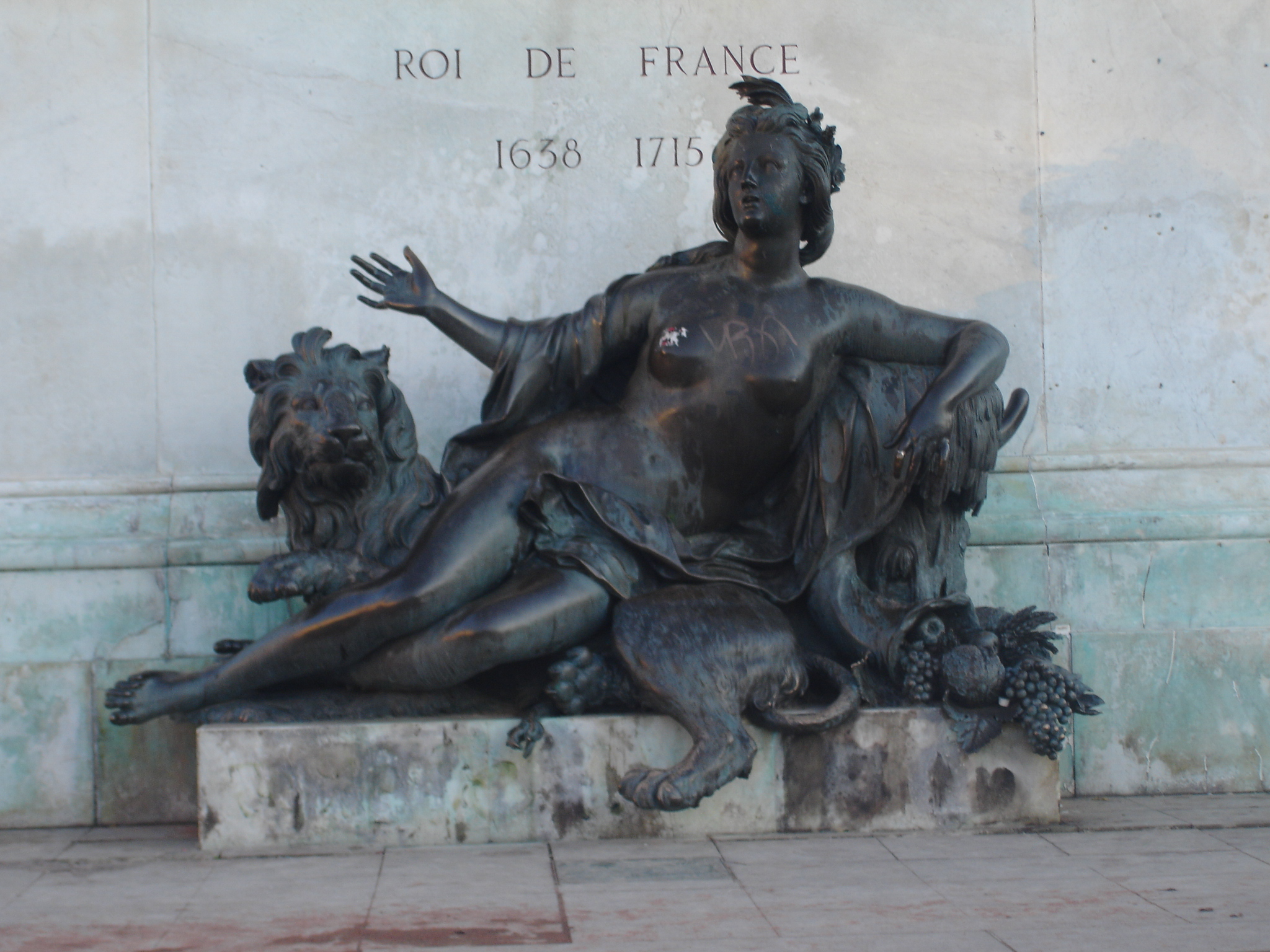
Аллегорическое изображение реки Сона, скульптор Николя Кусту
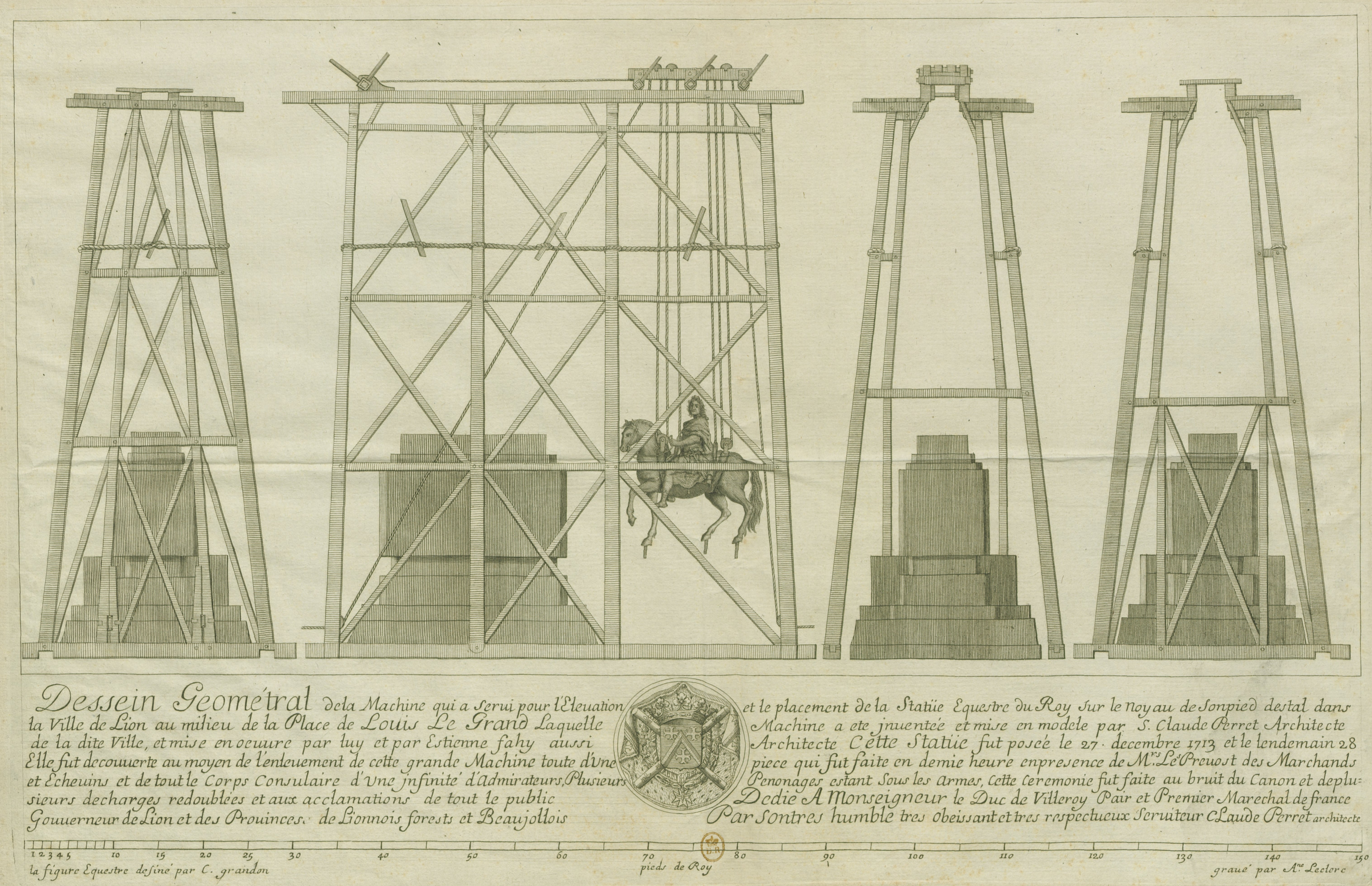
Рисунок устройства для поднятия и установки первой статуи в 1713 году
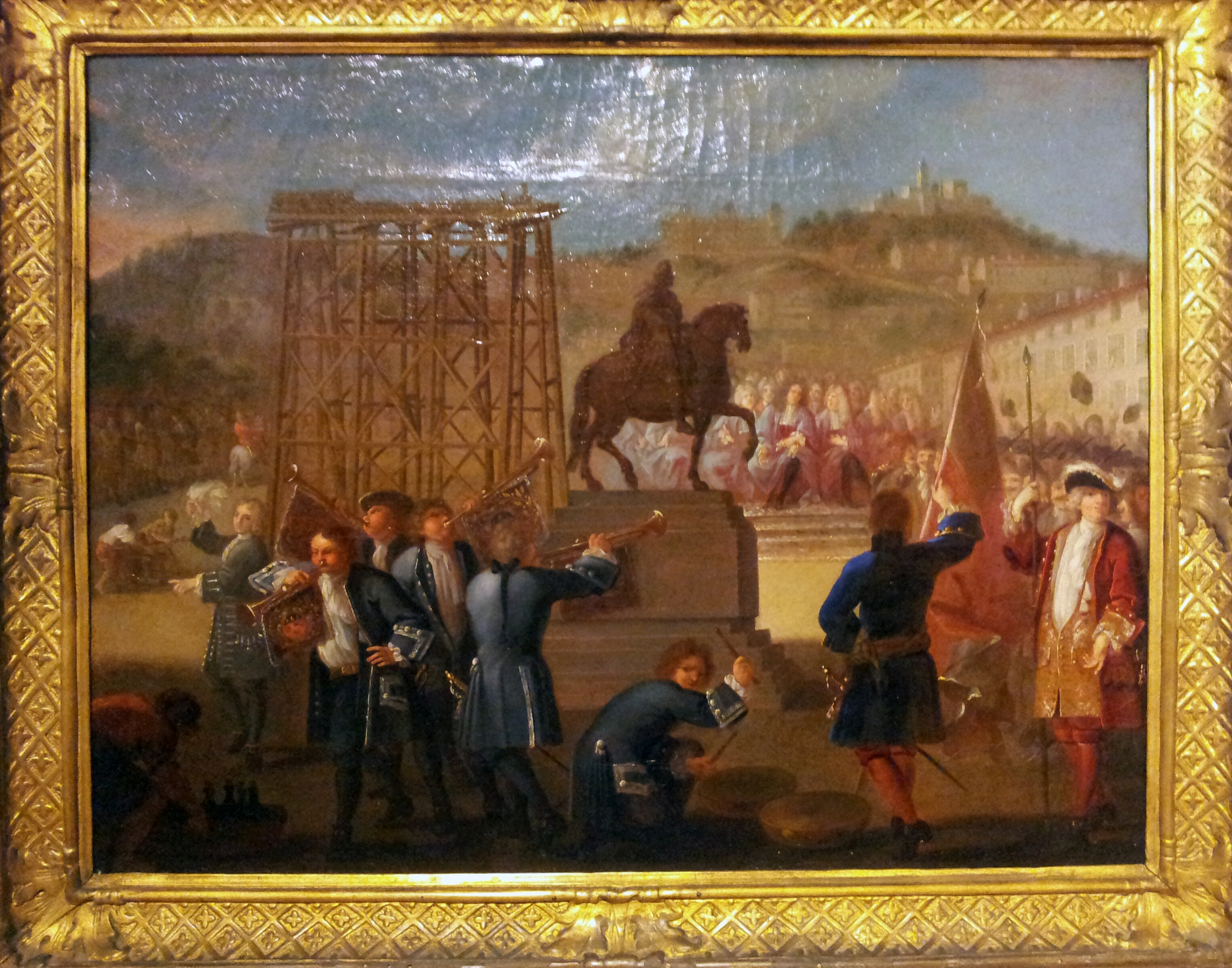
Открытие первой статуи Людовику XIV на площади Белькур в Лионе